# 民园广场
民园广场，旧称民园体育场、天津英租界体育场，简称民园，始建于1920年，由当时天津英租界工部局建立，坐落于天津市和平区重庆道83号（原天津英租界新加坡道和剑桥道之间）。天津民园体育场如今已被改造成五大道文化旅游区内的市民休憩运动主题公园，但主体风格并未发生大的改变。

## 名称由来

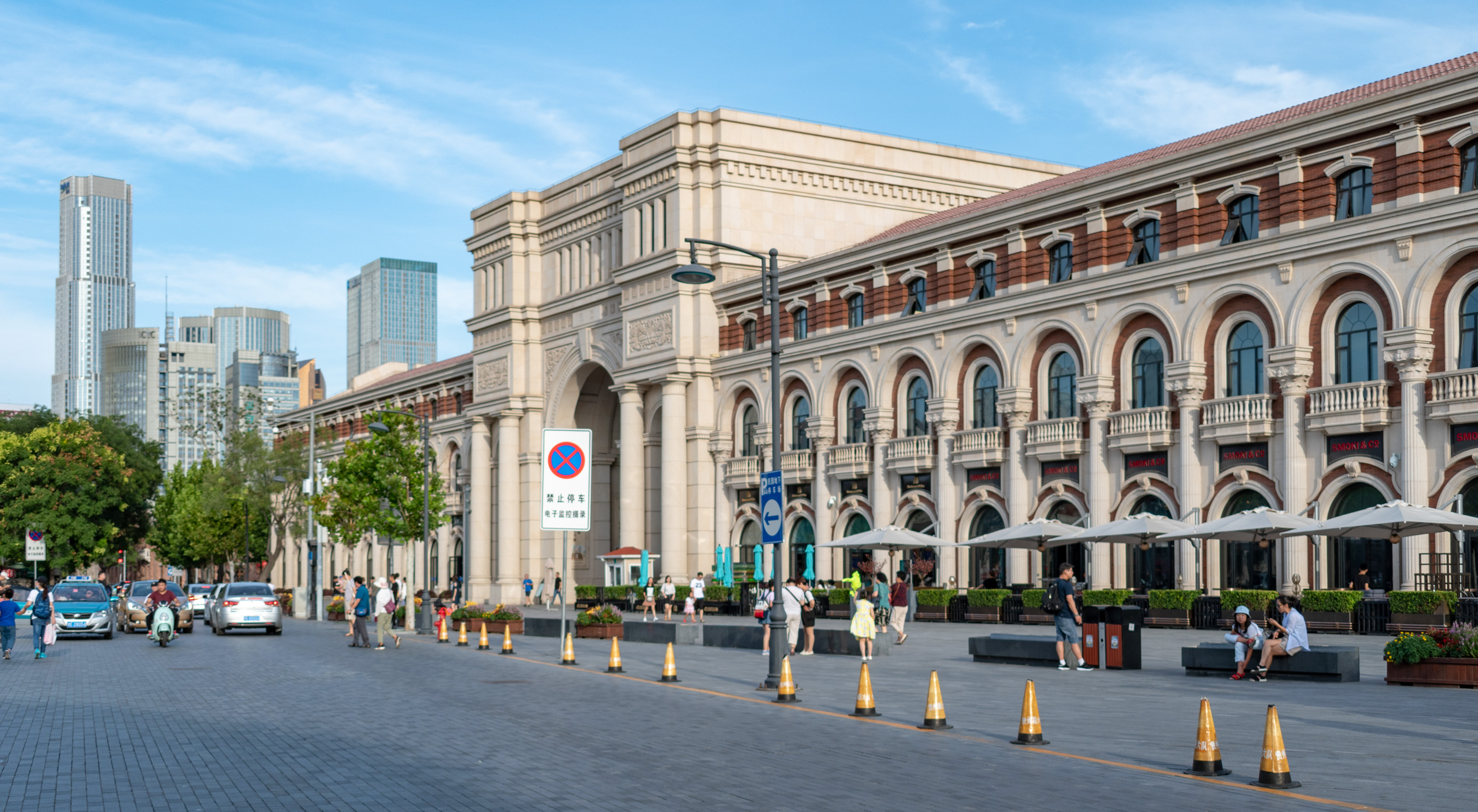
民园广场与重庆道

“民园”之名的由来众说不一。由来一：因为这个体育场是天津英租界工部局为英国侨民开辟的体育园地，因此叫作“民园”。由来二：建设该体育场之前的原址是一片洼地，而这片洼地原名叫作：“民园”。

## 历史

### 早期

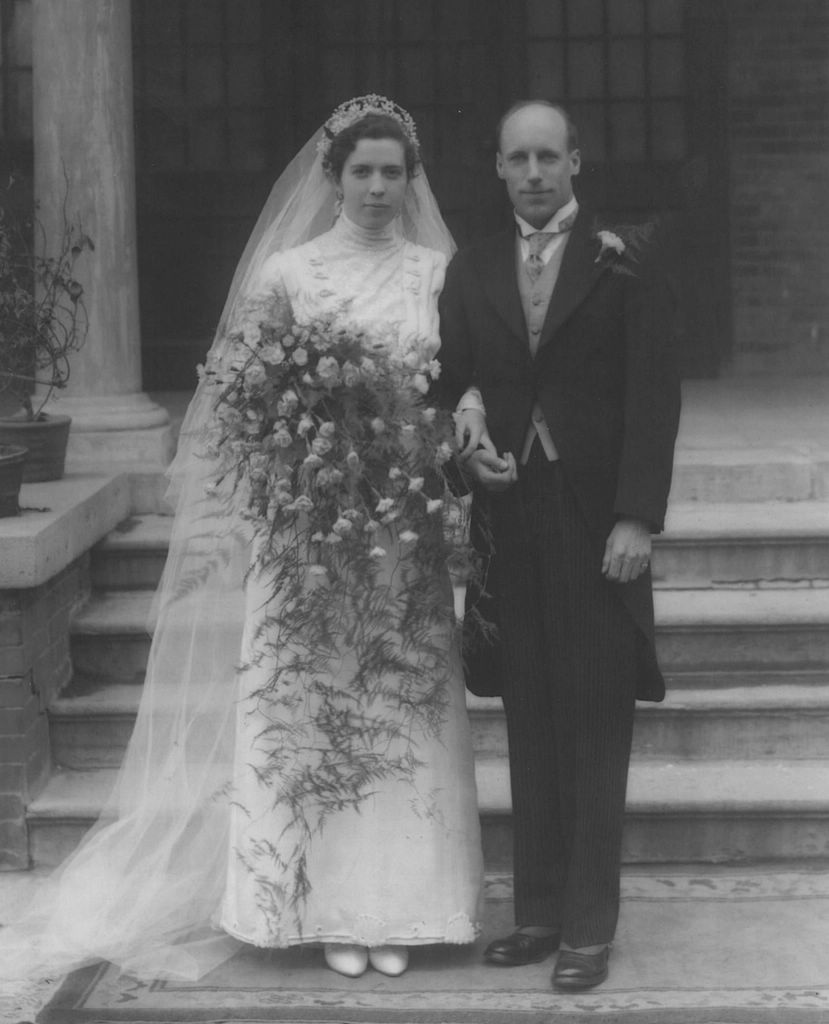
1934年3月27日，民园体育场的设计者埃里克·利德尔和夫人佛罗伦斯·麦肯奇在天津英租界戈登道合众会堂的结婚照

1903年，天津英租界从原墙子河以北（今南京路）向南面向外扩张到马场道一带。这片土地原来是一片低洼的沼泽地，后来在疏通海河时通过吹泥垫地将此处填平。1918年，天津英租界工部局在这片区域发展房地产并在建设的住宅中间留下一块空地作为备用。1920年，为了满足当时英租界侨民的娱乐和体育需求，天津英租界工部局在这片备用地上建起了一个占地41200平方米的体育场。1925年，苏格兰运动员，基督教传教士，1924年巴黎奥运会男子400米冠军、200米赛跑铜牌获得者埃里克·利德尔（亦称李爱锐）来到天津从事传教事业，天津英租界工部局邀请他参与设计天津英租界体育场的改造工程，于是李爱锐根据自己对体育场的了解和经验对当时英租界体育场的跑道结构和看台层次的改建工程提出了一系列的意见和建议。1926年初，天津英租界工部局以利德尔带来的伦敦斯坦福桥球场的设计图纸作为参考，对体育场进行改造，用铁栅栏将该体育场围起来并沿着铁栅栏墙种植一圈大叶杨树，还在球场南北两侧设置了两座旋转门，之后又在在体育场内的西侧建设了两个100米的看台，分别为木质看台和水泥看台。体育场内部又设立了500米的跑道、200米的直线跑道和两个足球场。1926年10月6日，天津英租界体育场重新建成开幕，该体育场当时占地33000平方米，建筑面积20000平方米，为木板看台，能容纳近两万观众。1929年，该体育场举办了万国田径运动会。

### 德占和日占时期
1937年，日本发动侵华战争，为了防止日本飞机轰炸，天津英租界工部局在体育场大门前的空地上用油漆了一个巨大的英国国旗。这面英国国旗直到1941年日本占领天津英租界之后才被除去。第二次世界大战期间，民园体育场曾被纳粹德国的驻津冲锋队强行征用用来举行阅兵仪式。1943年，日本军拆走体育场的铁栅栏和铁门。同年，工部局修建砖墙将体育场围起来，使原有面积缩小了一圈并将原场地内部的树木圈在墙外，原有的体育场主席台重新建立在北面并用砖砌成台阶，在原小主席台西门的侧面建立四间砖房，体育场西侧的木质和水泥两座看台仍然保留下来，剩下的围墙都用炉渣和沙土堆砌成了斜坡状的看台，东斜坡看台的中间建立十间砖房。田径跑道由原来的500米改为400米。1943年底，该体育场改称为“天津市市立第二体育场”。

### 二战结束后至今

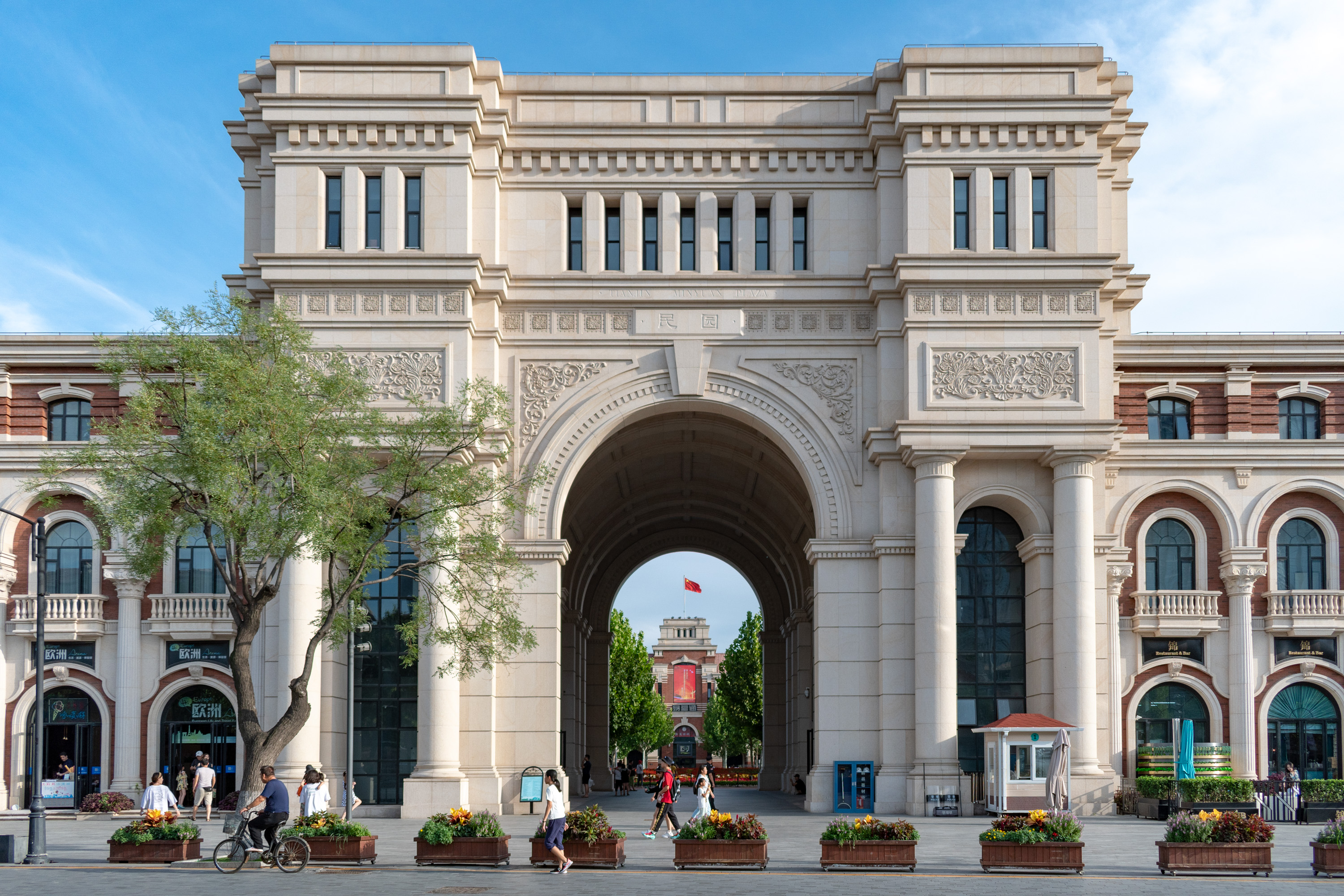
民园广场北门

1949年，民园体育场成为陈毅率领的部队进行渡江战役之前的北方训练场。当时场内安装了秋千和活动船只等器具用以让北方的军人熟悉渡江作战。中华人民共和国成立后，民园体育场曾作为天津市足球队和当时中国国家白队的主场。1954年，民园体育场进行了一次大规模改建，足球场地由原来的沙地改为草坪场地，并在体育场的四角搭建起24米高的木质灯架，使民园体育场成为当时中国第一座灯光球场。
1976年，唐山大地震后，体育场停用开始收容地震中的灾民。1979年，体育场大修并于1982年完工。新建好的民园体育场南北方向共设四层，首层为大厅，二、三层为贵宾室，四层为技术服务中心。东西方向看台为三层。所有看台为13个分区和一个特区并设13个出入口和3个贵宾出入口，可容纳观众两万余名。整修过的灯光塔高48米，体育场西侧还设有高4米，长9米的电子计分牌。内部的足球场为108×68规格的足球场，外围设有8条塑胶跑道。
1994年以后，民园体育场就一直是天津泰达足球俱乐部的前身天津三星队的主场，1998年，泰达接手球队后，又为民园体育场安装了塑料座椅。2004年，天津泰达将主场迁往泰达足球场。2011年，该体育场曾为中国足球甲级联赛球队天津润宇隆足球俱乐部的主场。2011年6月，改名为沈阳沈北足球俱乐部的天津润宇隆足球俱乐部将主场移至辽宁省沈阳体育学院体育场。

### 改造

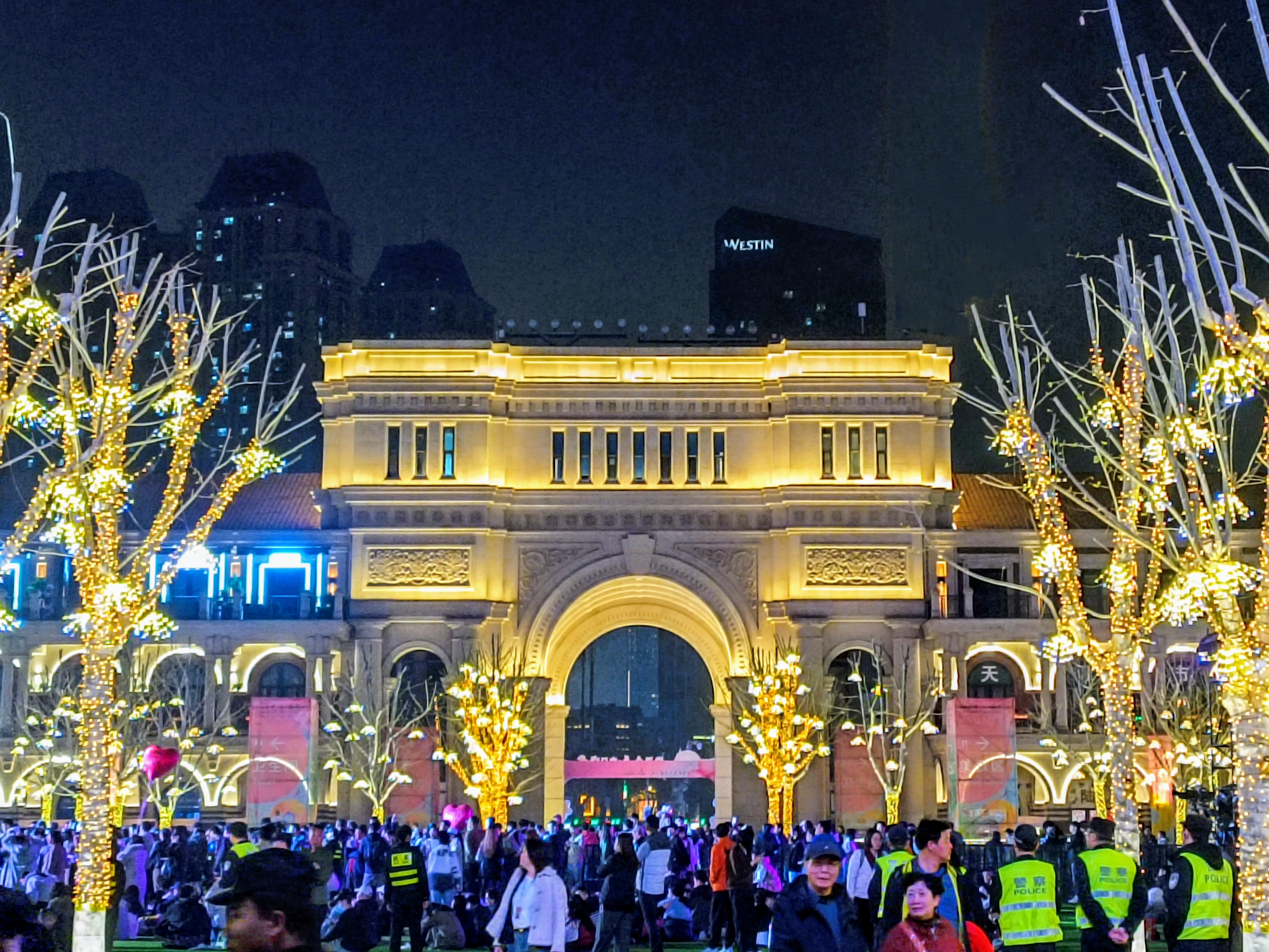
2024年海棠花节时的民园广场夜景

由于民园体育场位于五大道历史风貌保护区，形势的发展使得民园已经不适合承接大型赛事，且周边停车位稀缺。2012年，天津市人民政府决定对具有86年历史的民园体育场进行改造，使它重新焕发往日的光辉。2014年5月1日，新民园广场重新开放。自2023年起，五大道旅游区在每年春季举办海棠花节。

## 图集

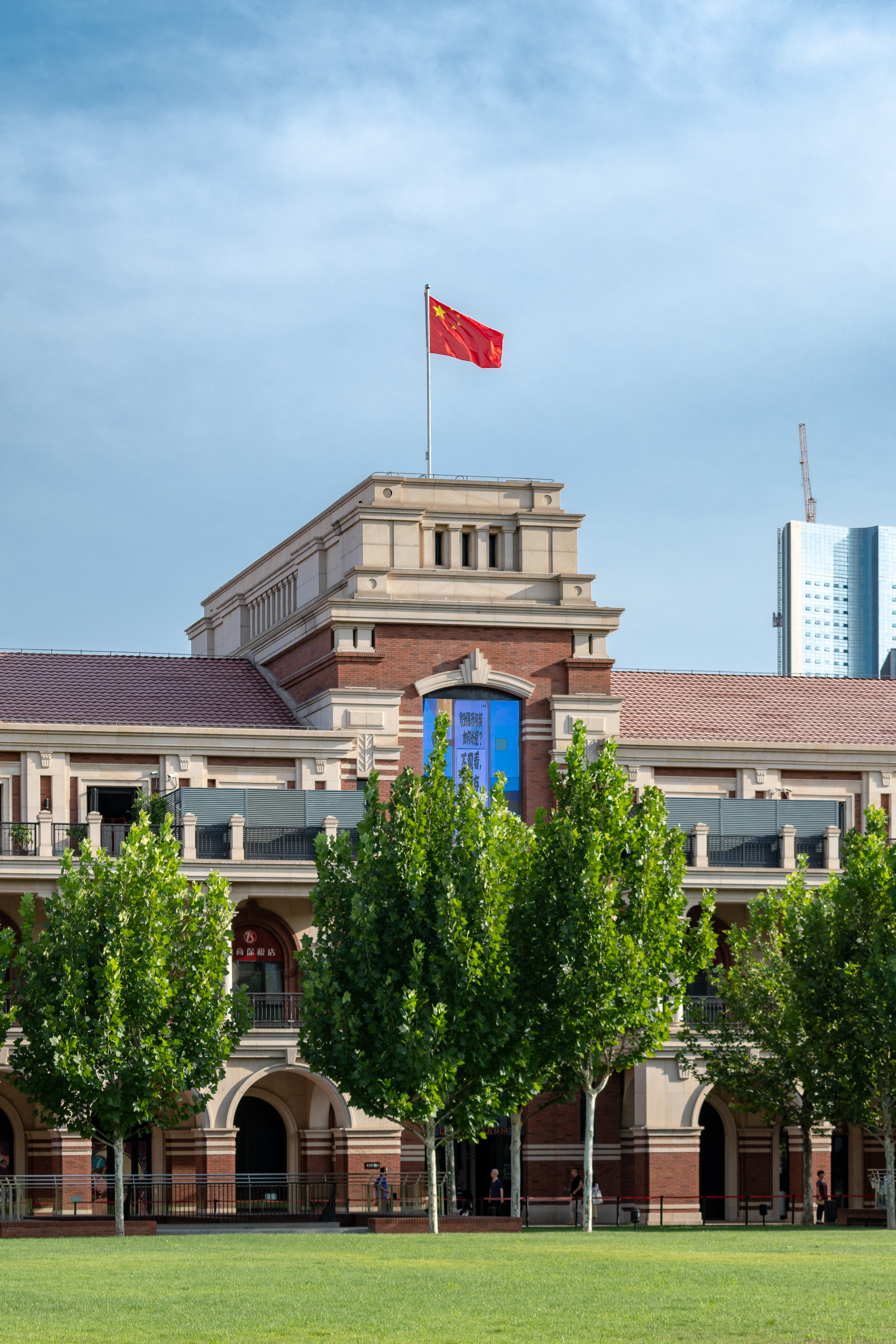
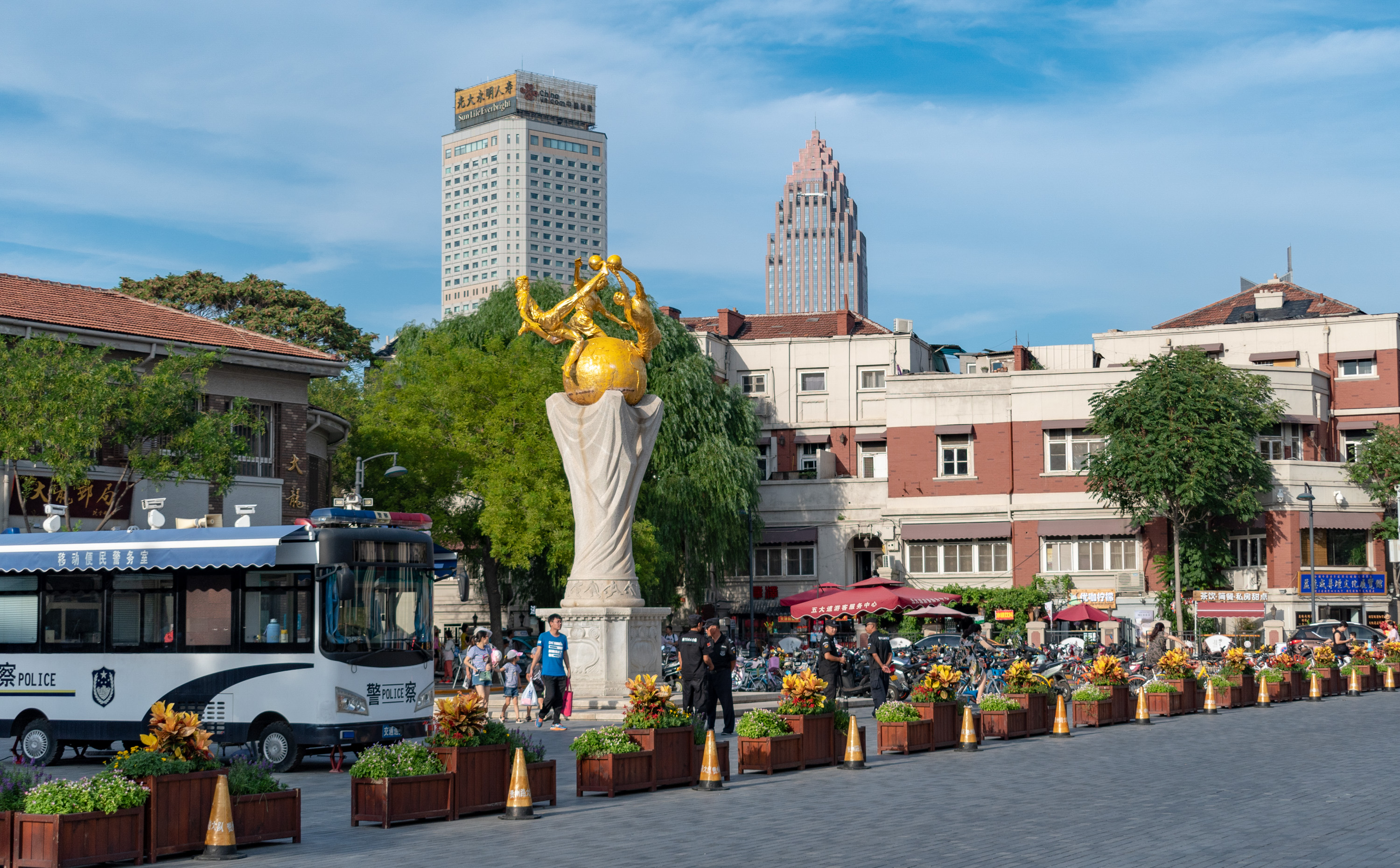
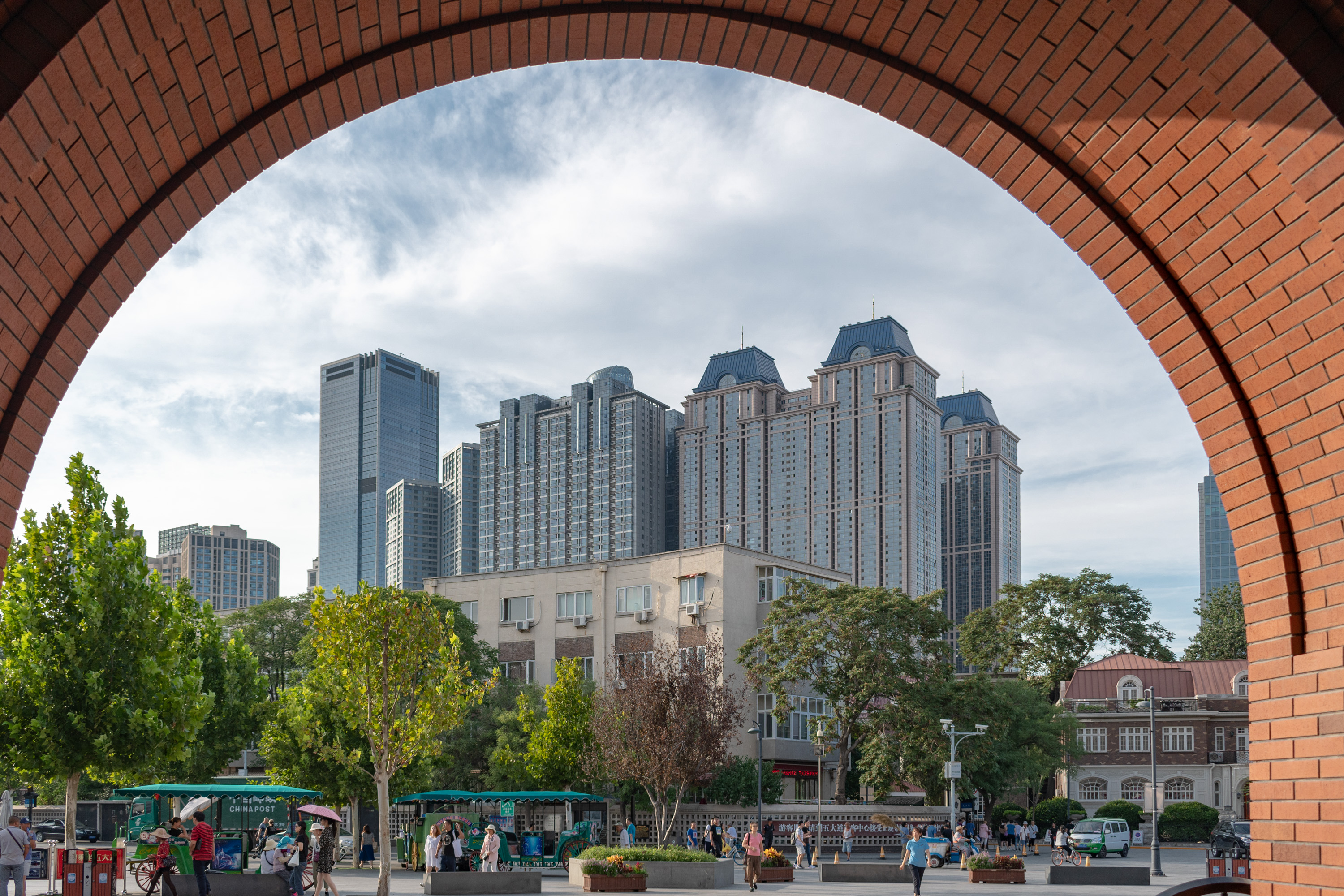
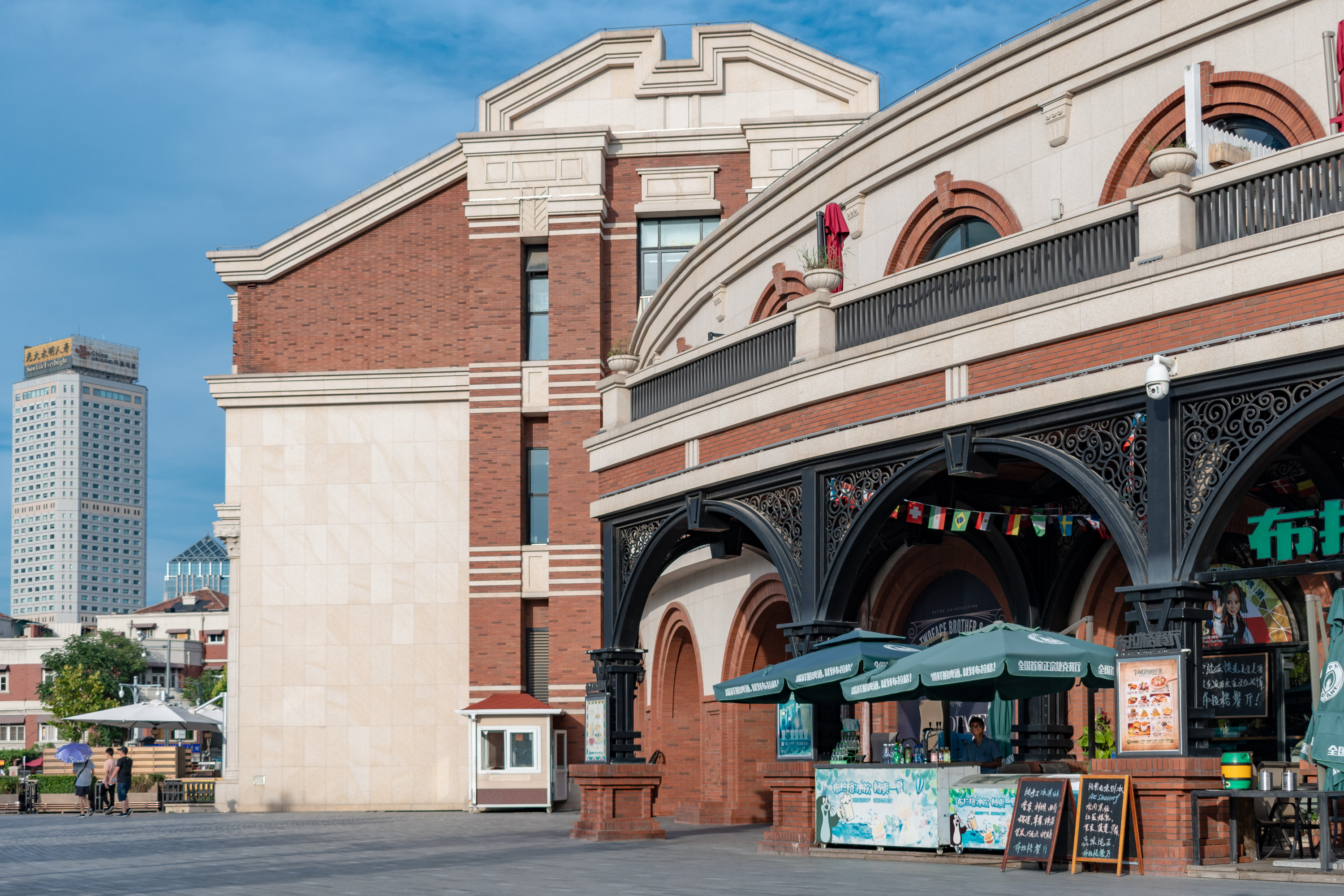
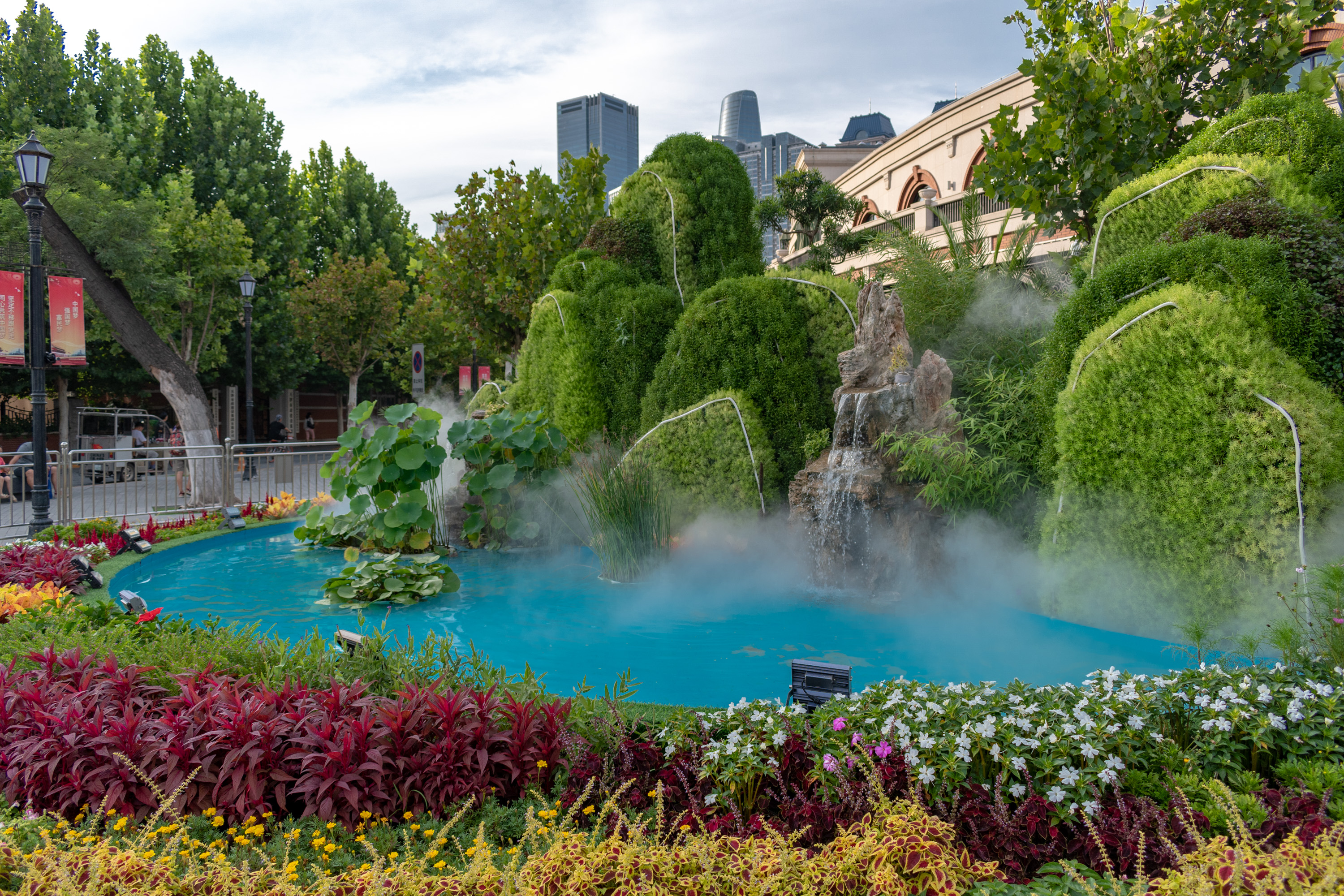
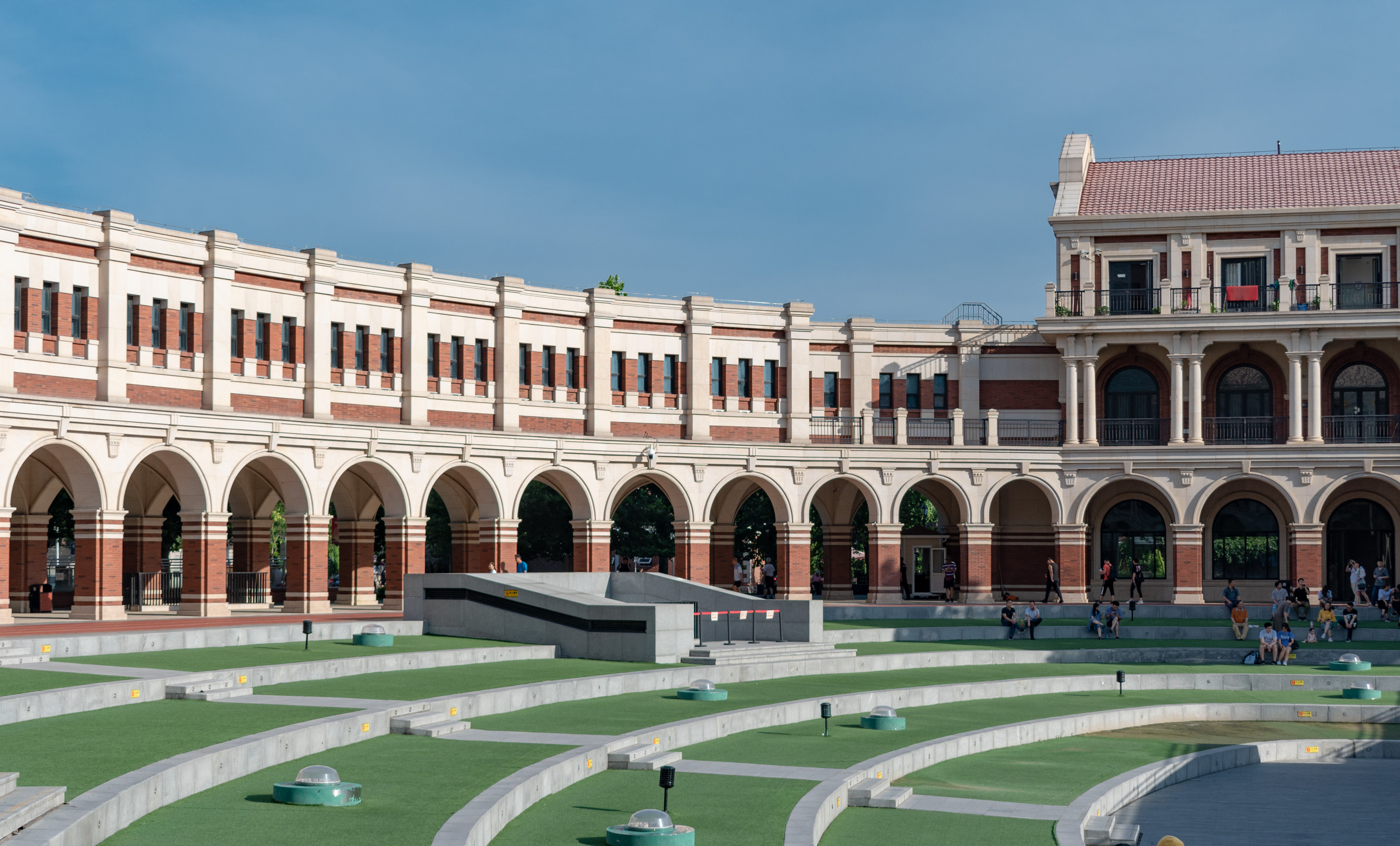
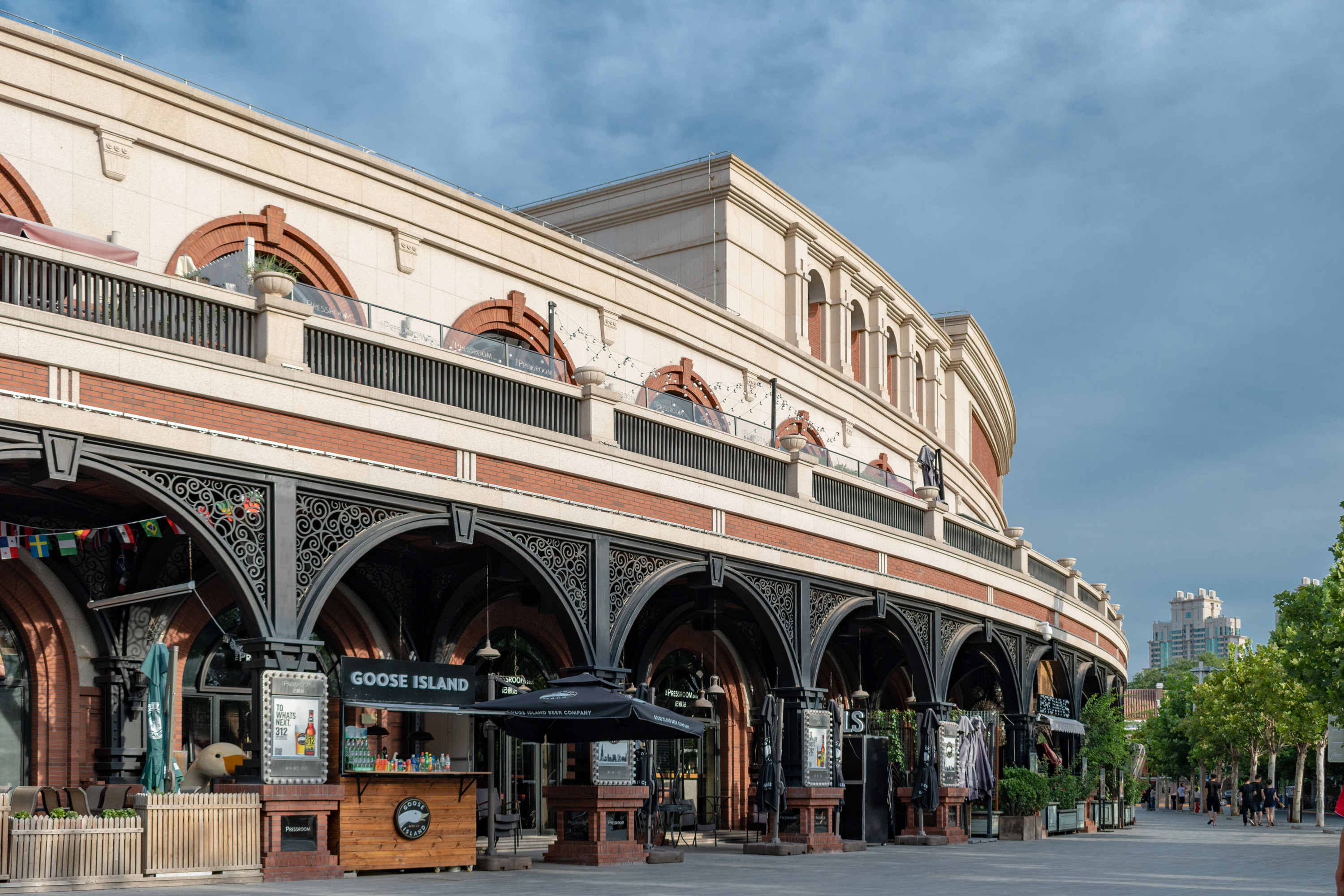
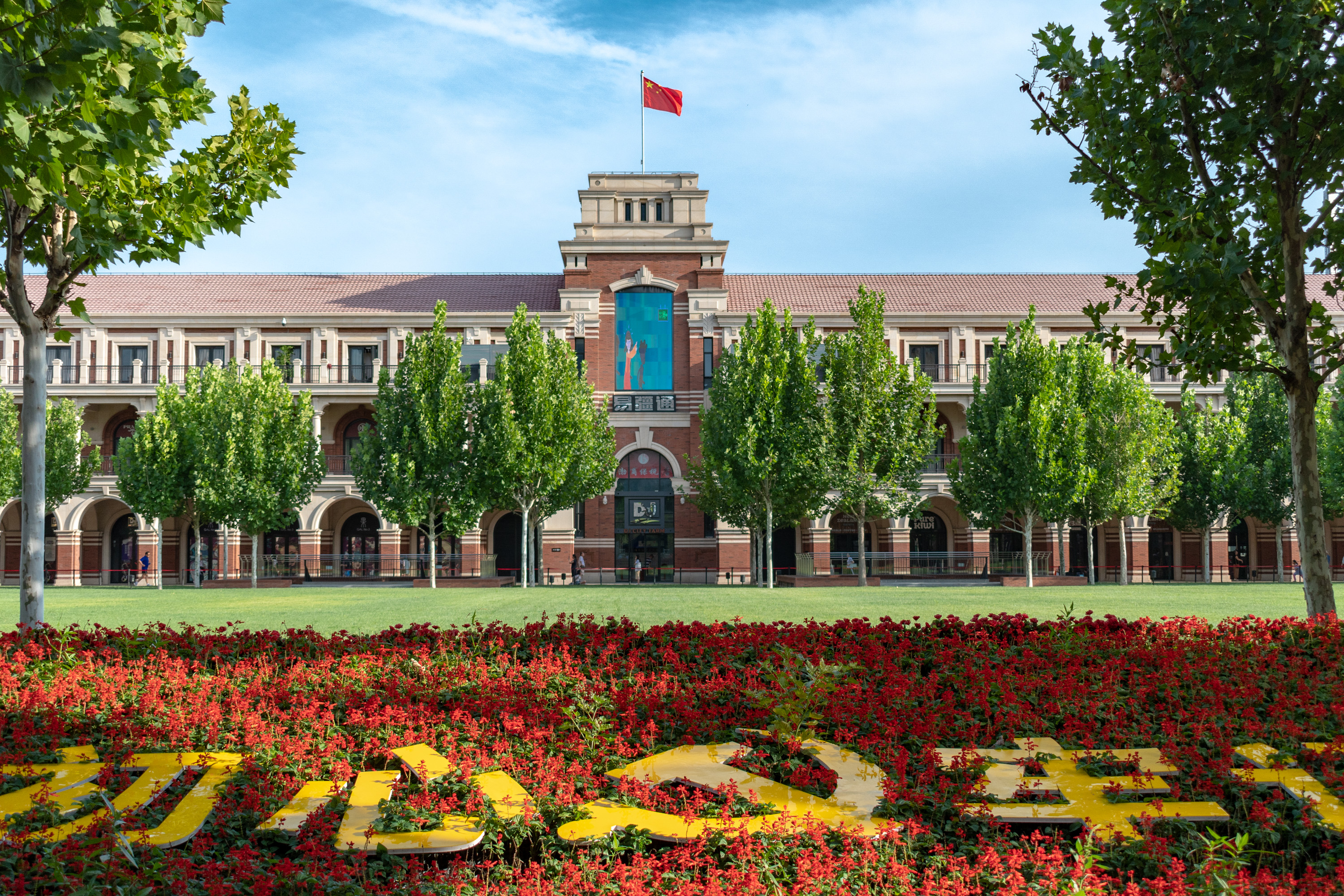
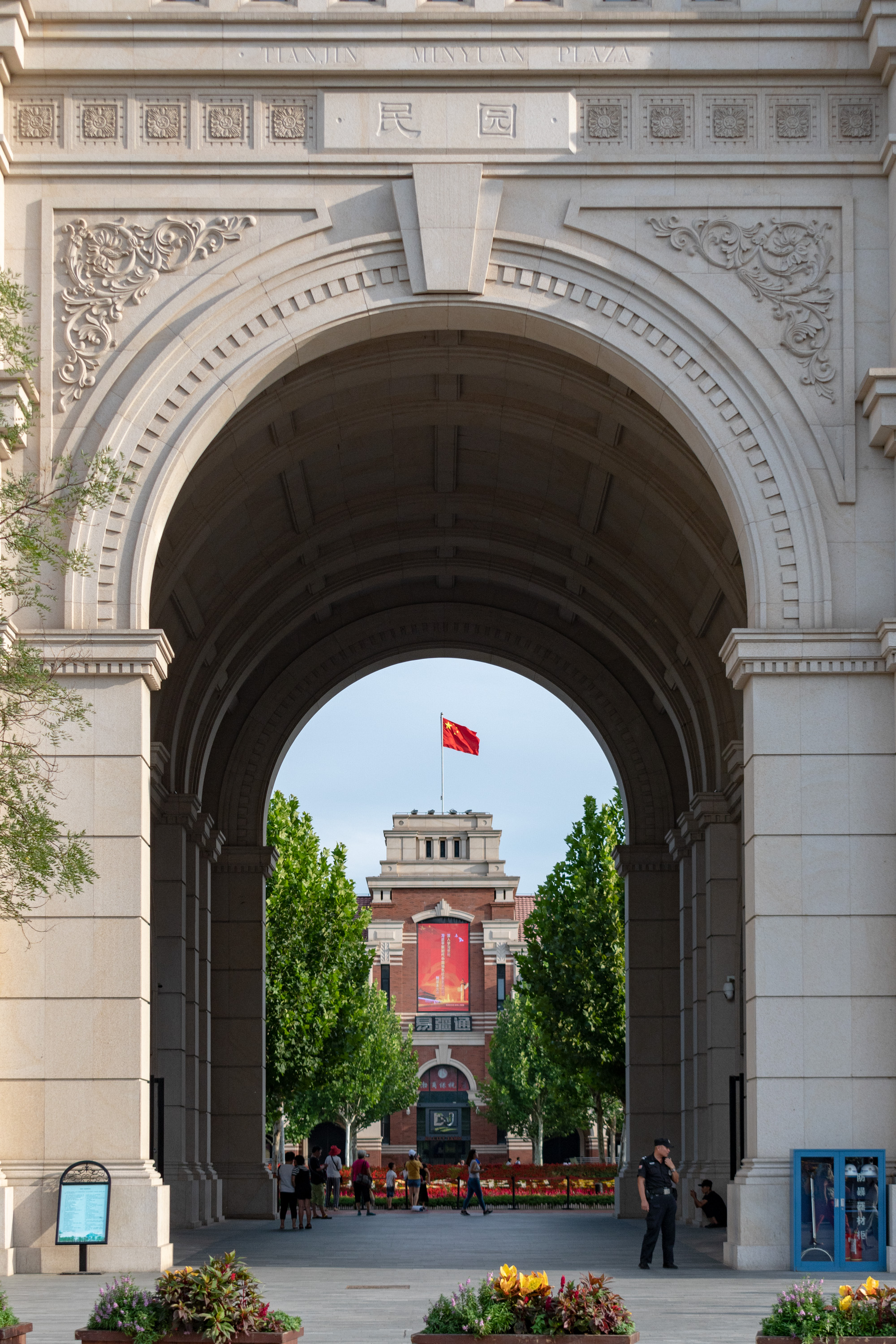
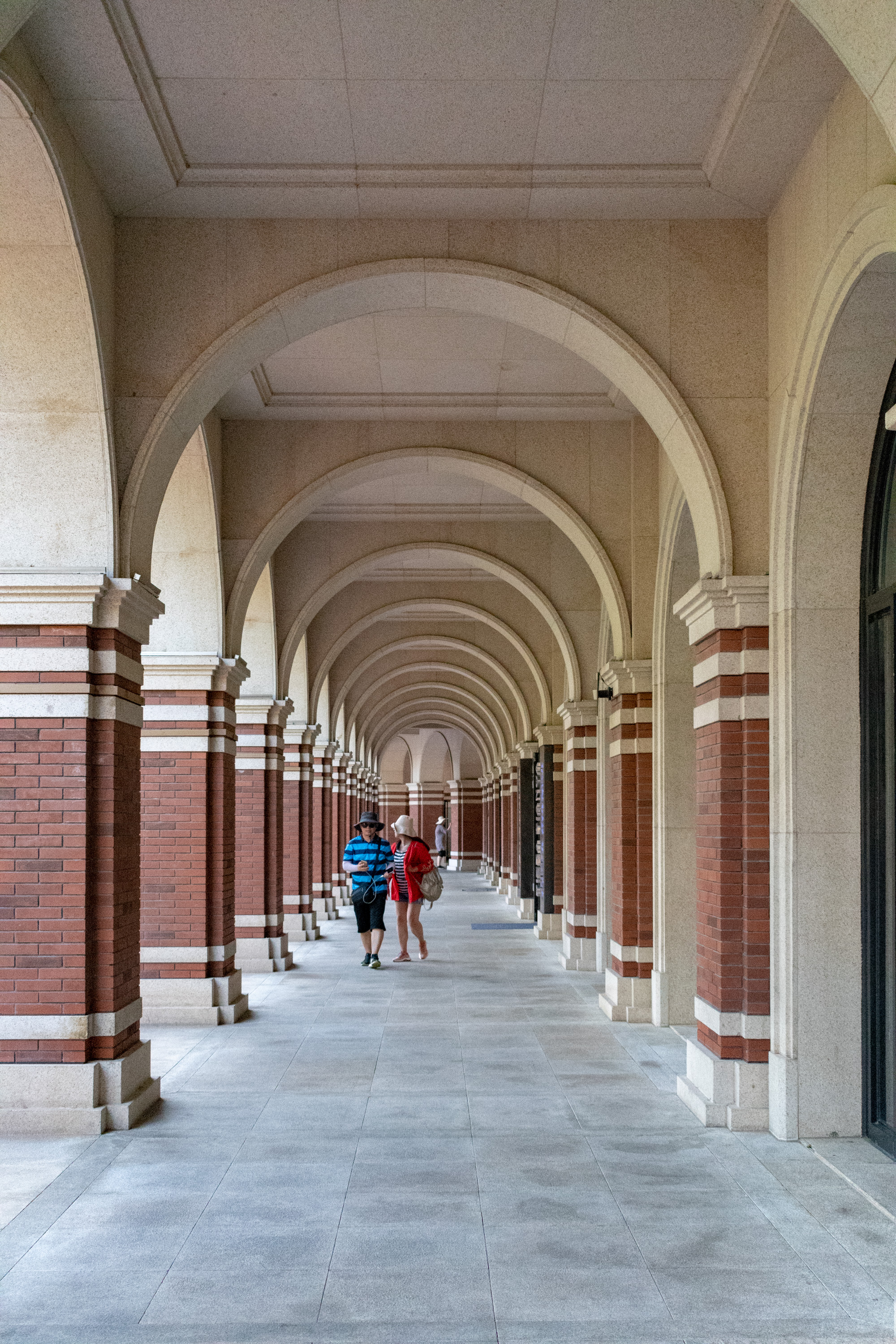
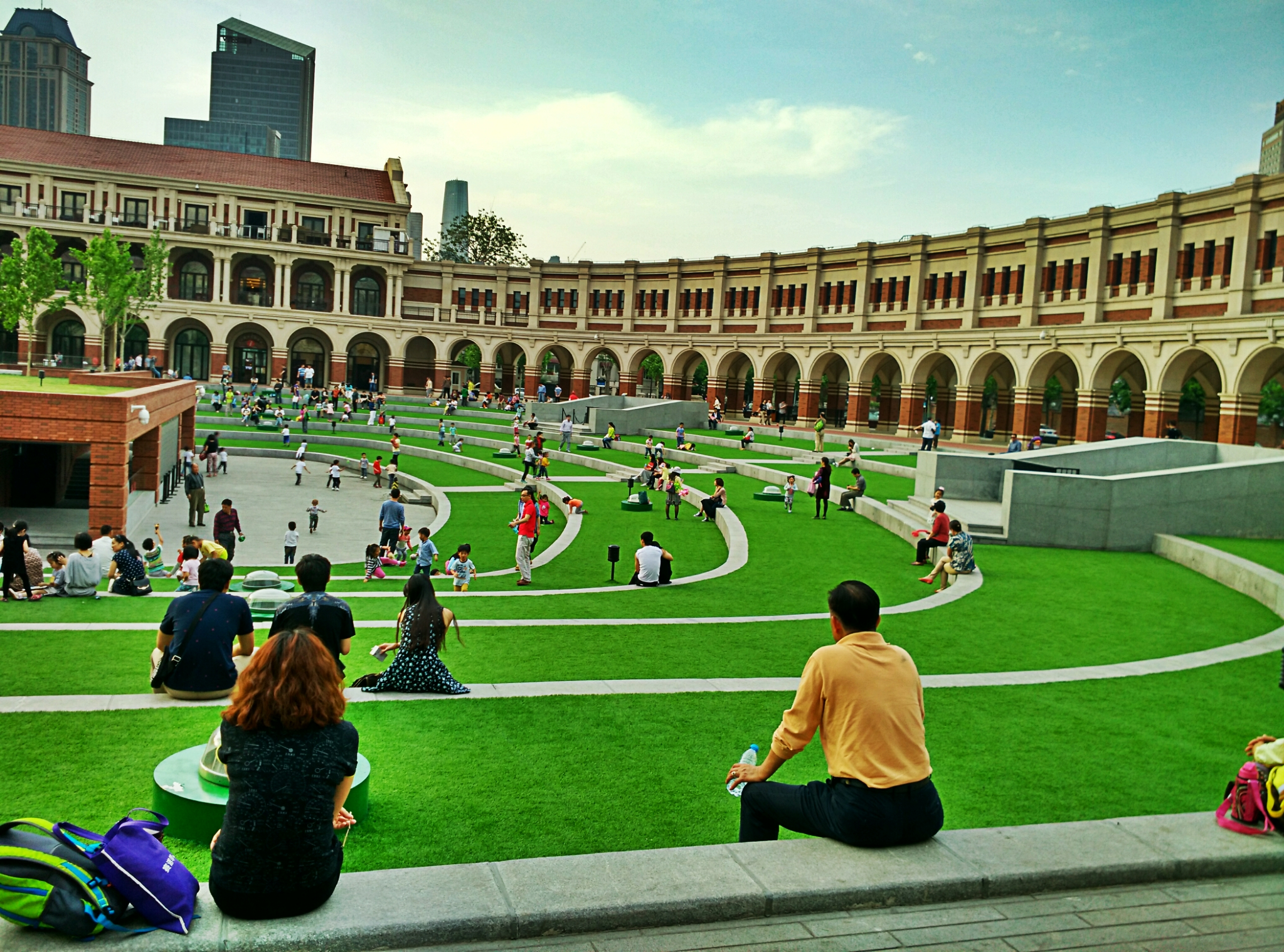

## 曾承办的赛事

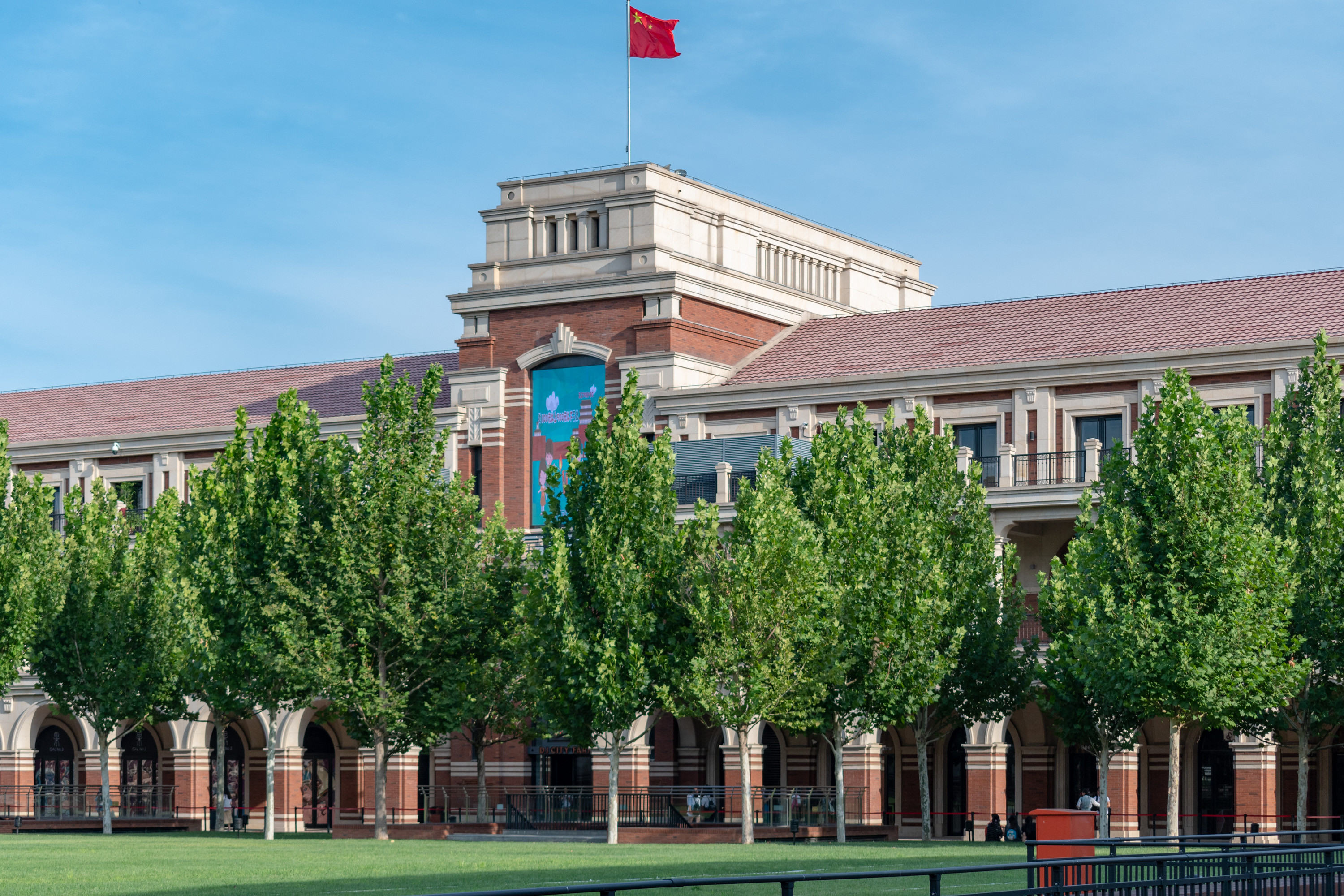
民园广场建筑

- 1929年，万国田径运动会
- 1931年，天津万国华捕运动会
- 1932年，华北童子军运动
- 1934年，万国越野赛和两英里竞走赛
- 1994年中国足球甲B联赛
- 1995年中国足球甲A联赛
- 1996年中国足球甲A联赛
- 1997年中国足球甲A联赛
- 1998年中国足球甲B联赛
- 1999年中国足球甲A联赛
- 2000年中国足球甲A联赛
- 2001年中国足球甲A联赛
- 2002年中国足球甲A联赛
- 2003年中国足球甲A联赛
- 2011年中国足球甲级联赛

## 相关链接
- 民园西里
- 泰达足球场
- 天津奥林匹克中心体育场